# Schloss Reitenau

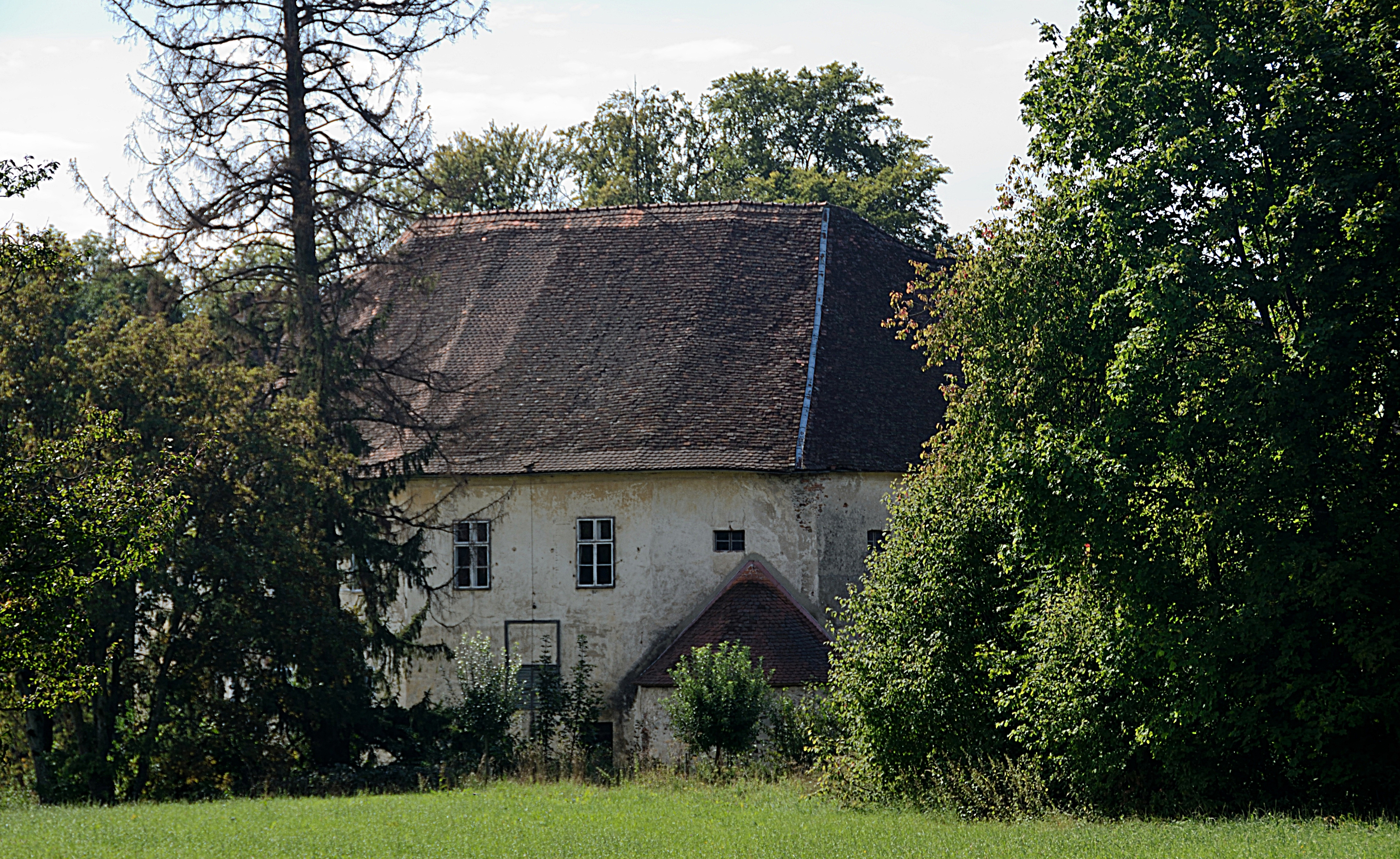
Schloss Reitenau

Das Schloss Reitenau liegt im Gebiet der Ortschaft Stambach, Gemeinde Grafendorf bei Hartberg in der Steiermark.

## Geschichte
Um 1160 ließ Seifried von Kranichberg einen Wirtschaftshof anlegen, der 1309 in den Besitz der Grafen von Stubenberg gelangte. Die Stubenberg belehnten die Familie Reuter mit dem Anwesen.
Zu Beginn des 14. Jahrhunderts bauten diese den Wirtschaftshof in eine kleine Wasserburg um, die ihr bald als freies Eigen gehörte. 1340 wird sie erstmals als Burg zu Grafendorf erwähnt. Der spätere Name Reitenau geht auf die Familie Reuter zurück.
Als 1427 mit Walchum Reuter dessen Familie im Mannesstamm ausstarb, wurde der Besitz unter seinen beiden Töchtern aufgeteilt. Da Hans Zebinger den Anteil seiner Schwägerin aufkaufte, wurde er aber bald wieder vereinigt. Türken und Ungarn richteten bei ihren Einfällen 1529 und 1532 große Schäden an.
Als Caspar Zebinger 1563 starb, wurde Reitenau neuerlich zwischen seinen beiden Töchtern geteilt. Nur das Tor und der Graben war gemeinschaftlicher Besitz. 1602 verkauften die Schwestern die Herrschaft an ihre Tante Sibilla von Wurmbrand. Beim Ungarneinfall von 1605 kam es zu größeren Schäden an Burg und Herrschaft. 1610 ließ Rudolf von Wurmbrand das Schloss umbauen und vergrößern. 1618 waren die Arbeiten vollendet.
Im 18. Jahrhundert erhielt das Schloss seine heutige Gestalt. 1822 verkaufte Franz Carl Graf von Wurmbrand die Herrschaft an Ludwig Graf Schönfeld, von dessen Nachkommen es Maria Gräfin Wimpffen erwarb.
Seit 1939 gehört das Schloss der Familie Lentz.